# 太陽星辰
太陽星辰是一首由香港歌手張學友演唱，收錄於寶麗金唱片公司於1987年7月發行的張學友個人專輯《JACKY》的冠軍單曲。

## 介紹
《太陽星辰》改編自日本歌手德永英明的歌曲《BIRDS》，由德永英明作曲，粵語版歌詞由林振強填詞，收錄於張學友在1987年推出的粵語專輯《Jacky》中。張學友憑藉該首歌曲在1987年拿到數個樂壇大獎，該首歌曲也被認為是可改變粵語流行音樂曲風的歌曲之一；國語版歌詞則由儂儂填詞，收錄於張學友在1988年推出的國語專輯《意亂情迷》中。
1988年小四社會科教育電視《香港面面觀》組曲中，結尾歌曲《百變香江》由《太陽星辰》改編而成。
《太陽星辰》於2005年被收錄於古巨基的粵語串燒歌曲《勁歌金曲》中，從而為新一代音樂發燒友所熟悉。
2007年張學友在舉辦《學友光年世界巡迴演唱會》時稱，這首歌是自己的人生寫照。

## MV
1987年無綫電視為這首歌拍攝的MV中，涉及宗教、科幻、城市（演藝生涯首次扮牧師，但科幻情節與歌詞內容不協調），2003年環球唱片推出的張學友精選輯中亦收錄此MV。而MV開始錄有一段有張學友的親自介紹：
|  | 係人類個世界裏面，佢哋有日與夜嘅分別，通常有太陽嘅日子叫日頭，有星星嘅日子叫做夜晚，但係無邊無際嘅宇宙裏面，太陽、星辰都係一樣嘅。 |

## 獎項
- 1987年度十大勁歌金曲頒獎典禮

- 「十大勁歌金曲」：《太陽星辰》

- 1987年度十大中文金曲頒獎典禮

- 「十大中文金曲」：《太陽星辰》

- 第十屆十大中文歌曲擂台陣

- 「十大中文歌曲」：《太陽星辰》